# Rio Branquinho
Rio Branquinho är ett vattendrag i Brasilien.   Det ligger i delstaten Roraima, i den nordvästra delen av landet, 2 300 km nordväst om huvudstaden Brasília. Vattendraget är en biflod till Rio Jauaperi.
I omgivningarna runt Rio Branquinho växer i huvudsak städsegrön lövskog. Trakten runt Rio Branquinho är nära nog obefolkad, med mindre än två invånare per kvadratkilometer.